# Parigi-Camembert 1982
La Parigi-Camembert 1982, quarantatreesima edizione della corsa e valida come evento del circuito UCI categoria CB1.1, si svolse il 13 aprile 1982. Fu vinta dal francese Christian Jourdan, in 5h44'08".

## Ordine d'arrivo (Top 10)
| Pos. | Corridore                 | Squadra                | Tempo    |
| ---- | ------------------------- | ---------------------- | -------- |
| 1    | Christian Jourdan         | La Redoute-Motobécane  | 5h44'08" |
| 2    | Serge Beucherie           | Sem-France Loire       | a 39"    |
| 3    | Marc Gomez                | Wolber-Spidel          | s.t.     |
| 4    | Pierre Bazzo              | La Redoute-Motobécane  |          |
| 5    | Marcel Tinazzi            | Sem-France Loire       |          |
| 6    | Francis Castaing          | Peugeot-Shell-Michelin |          |
| 7    | Pierre-Raymond Villemiane | Wolber-Spidel          |          |
| 8    | Kurt Dockx                | Fangio-Assos-Iveco     |          |
| 9    | Dominique Garde           | Sem-France Loire       |          |
| 10   | Philippe Dalibard         | Peugeot-Shell-Michelin |          |